# Levent Tuncat
Levent Tuncat (Duisburgo, 29 de julio de 1988) es un deportista alemán de origen turco que compite en taekwondo.
En los Juegos Europeos de Bakú 2015 consiguió una medalla de bronce en la categoría de –58 kg. Ganó cuatro medallas en el Campeonato Europeo de Taekwondo entre los años 2005 y 2014.

## Palmarés internacional
| Juegos Europeos    | Juegos Europeos   | Juegos Europeos   | Juegos Europeos |
| Año                | Lugar             | Medalla           | Categoría       |
| ------------------ | ----------------- | ----------------- | --------------- |
| 2015               | Bakú (Azerbaiyán) | Medalla de bronce | –58 kg          |
| Campeonato Europeo |                   |                   |                 |
| Año                | Lugar             | Medalla           | Categoría       |
| 2005               | Riga (Letonia)    | Medalla de oro    | –54 kg          |
| 2006               | Bonn (Alemania)   | Medalla de oro    | –58 kg          |
| 2008               | Roma (Italia)     | Medalla de oro    | –62 kg          |
| 2014               | Bakú (Azerbaiyán) | Medalla de plata  | –58 kg          |